# Loharu (stato)
Lo Stato di Loharu fu uno stato principesco del subcontinente indiano, avente per capitale la città di Loharu.

## Storia
La città di Loharu, sede amministrativa dello stato omonimo, prende il proprio nome da dei Lohars (fabbri) locali che erano impiegati nella coniazione di monete per lo stato di Jaipur. Lo stato principesco di Loharu venne fondato da Ahmad Baksh Khan nel 1803 quando questi ricevette il governo della città di Loharu dalla Compagnia britannica delle Indie orientali in riconoscenza dei suoi servizi nella guerra contro i regnanti Jat di Bharatpur (assieme alla pargana di 'Firozepur Jirka' - oggi nel distretto di Gurgaon - da Lord Lake).

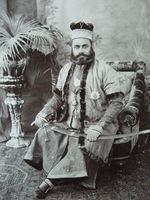
Sir Amiruddin Ahmad Khan
Nawab di Loharu, 1884-1920.

Ahmad Baksh Khan venne succeduto dal primogenito, Sams-ud-din Khan, nel 1827; il suo regno terminò nel 1835 quando questi venne giustiziato dal British Raj per essere stato coinvolto in una cospirazione per uccidere il residente britannico a Delhi, Sir William Frazer, e quindi la pargana di Firozepur venne distaccata dagli inglesi e data ai fratelli, Amin-ud-din e Zia-ud-din Khan. Questi vennero posti entrambi sotto sorveglianza inglese durante i moti indiani del 1857, per poi essere restaurati nelle loro posizioni.
L' haveli del Nawab di Loharu, noto come Mahal Sara, si trovava a Gali Qasim Jan, Ballimaran, dove il genero e noto poeta Mirza Ghalib rimase ad abitare per diversi anni.

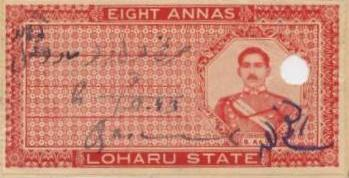
Francobollo da 8 anna emesso sotto il governo del Nawab Amin ud-din Ahmad Khan
(r. 1926-1947)

Alauddin Ahmed Khan succedette a suo padre Amin-ud-din Khan nel 1869 e ricevette il titolo di Nawab. Il figlio di Alauddin, Amir-ud-din Ahmad Khan (1859–1937), dopo aver diretto lo stato per conto di suo padre, gli succedette nel 1884, anche se fu consigliere di stato dal 1893 al 1903, durante il regno del fratello minore, Bashiruddin Ahmed Khan. Nel 1903, Amir- ud-din Ahmad Khan ricevette la Croce di Gran Commendatore dell'Ordine della Stella d'India dal governo britannico. Divenne successivamente membro del consiglio legislativo del viceré indiano.
Nel 1920, abdicò in favore del secondogenito, Aizzuddin Ahmad Khan, il quale ad ogni modo morì nel 1926, lasciando lo stato a suo figlio, Amin ud-din Ahmad Khan (1911–1983), l'ultimo Nawab. Data la giovane età del Nawab, ad ogni modo, Amirud-din Ahmad Khan venne chiamato a guidare lo stato sino al 1931.
Dopo la dichiarazione d'indipendenza dell'India nel 1947, lo stato entrò a far parte dell'Unione Indiana seguendo le sorti della repubblica.

## Governanti

### Nawab
| Ahmad Bakhsh Khan             | 1806–1827                              |
| Sams-ud-din Khan              | 1827–1835                              |
| Aminuddin Ahmad Khan          | 1835 - 27 febbraio 1869                |
| Allauddin Ahmad Khan          | 27 febbraio 1869 – 31 ottobre 1884     |
| Amiruddin Ahmad Khan, K.C.S.I | 31 ottobre 1884 - aprile 1920 (abdica) |
| Azizuddin Ahmad Khan          | aprile 1920 - 30 ottobre 1926          |
| Aminuddin Ahmad Khan II       | 30 ottobre 1926 – 15 agosto 1947       |